# بریجیت فوندا
بریجیت فوندا (به انگلیسی: Bridget Fonda) یک بازیگر زن سابق اهل ایالات متحده آمریکا است. او برای نقش‌هایش در پدرخوانده: قسمت سوم (۱۹۹۰)، زن سفید مجرد (۱۹۹۲)، مجردها (۱۹۹۲)، نقطه بی‌بازگشت (۱۹۹۳)، ممکن است برای تو هم اتفاق بیفتد (۱۹۹۴)، جکی براون (۱۹۹۷) و یک نقشه ساده شناخته شده‌است. او دختر پیتر فوندا، برادرزاده جین فوندا، و نوه هنری فوندا است. فوندا برای بازی در نقش مندی رایس دیویس در فیلم رسوایی سال ۱۹۸۹ نامزدجایزه گلدن گلوب بهترین بازیگر نقش مکمل زن شد و کار صداپیشگی شخصیت جنا را در انیمیشن بلند بالتو در سال ۱۹۹۵ انجام داد. او در سال ۱۹۹۷ برای فیلم تلویزیونی در گلومینگ نامزدی جایزه امی و دومین نامزدی جایزه گلدن گلوب را برای فیلم تلویزیونی بدون بچه معمولی در سال ۲۰۰۱ دریافت کرد.

## اوایل زندگی
فوندا در ۲۷ ژانویه ۱۹۶۴ در لس آنجلس، کالیفرنیا در خانواده‌ای بازیگر از جمله پدربزرگش هنری فوندا، پدر پیتر فوندا و عمه‌اش جین فوندا زاده شد. مادرش سوزان جین بروئر هنرمند است. او از نام دختر بازیگر مارگارت سولاوان، بریجت هیوارد، نامگذاری شده‌است. مادربزرگ مادری او، مری سویت، با تاجر نوح دیتریش ازدواج کرد.

## زندگی خصوصی
فوندا در سال ۱۹۸۶ با اریک استولتس ملاقات کرد و آنها در سال ۱۹۹۰ قرار ملاقات را آغاز کردند. این رابطه پس از هشت سال پایان یافت.
در ۲۷ فوریه ۲۰۰۳ او در لس آنجلس دچار یک تصادف شدید اتومبیل شد که باعث شکستگی در مهره شد. در مارس همان سال، او با آهنگساز فیلم و خواننده سابق اوینگو بوینگو، دنی الفمن نامزد کرد و در نوامبر ازدواج کردند. در سال ۲۰۰۵، آنها با هم صاحب یک پسر شدند.

## حرفه
او اولین فیلم خود را در سن پنج سالگی (فیلمبرداری در چهار سالگی) در ایزی رایدر (۱۹۶۹) به عنوان یک کودک در کمون هیپی که پیتر فوندا و دنیس هاپر در سفر خود در سراسر ایالات متحده از آن بازدید می کردند، انجام داد. دومین نقش (غیر گفتاری) او در فیلم کمدی شرکا در سال ۱۹۸۲ بود. در سال ۱۹۸۸، او اولین نقش مهم سینمایی خود را در فیلم رسوایی دریافت کرد.
در سال ۲۰۰۱، فوندا با جت لی در فیلم اکشن بوسه اژدها بازی کرد. آخرین بازی او در سینما فیلم از سیر تا پیاز در سال ۲۰۰۱ بود. نقش نهایی او در مجموع نقش اصلی در فیلم تلویزیونی ملکه برفی ملکه برفی در سال ۲۰۰۲ بود، و او پس از بازنشستگی از بازیگری، از آن زمان تا به حال در هیچ فیلمی ظاهر نشد.

## فیلم‌شناسی
| سال  | عنوان                           | نقش                                        | یادداشت              |
| ---- | ------------------------------- | ------------------------------------------ | -------------------- |
| ۱۹۶۹ | ایزی رایدر                      | کودک                                       | در عنوان بندی نیامده |
| ۱۹۸۷ | آریا                            | Lover                                      | Segment: "آریا"      |
| ۱۹۸۸ | تو نمی‌تونی در عشق عجله کنی      | Peggy Kellogg                              |                      |
| ۱۹۸۸ | گانداهار                        | Head/Historian                             | صدا (نسخه انگلیسی)   |
| ۱۹۸۹ | رسوایی                          | Mandy Rice-Davies                          |                      |
| ۱۹۸۹ | پشمالو                          | Melaina                                    |                      |
| ۱۹۸۹ | بی‌بند                           | Amy Hempel                                 |                      |
| ۱۹۹۰ | فرانکشتاین نامحدود              | Mary Wollstonecraft Godwin                 |                      |
| ۱۹۹۰ | پدرخوانده: قسمت سوم             | Grace Hamilton                             |                      |
| ۱۹۹۱ | مارپیچ آهن                      | Chris Sugita                               |                      |
| ۱۹۹۱ | دراپ دد فرد                     | آنابلا (در عنوان بندی نیامده)              |                      |
| ۱۹۹۱ | خارج از باران                   | جو                                         |                      |
| ۱۹۹۱ | دکتر هالیوود                    | Nancy Lee Nicholson                        |                      |
| ۱۹۹۲ | کت چرمی                         | Claudi                                     |                      |
| ۱۹۹۲ | زن سفید مجرد                    | الیسون جونز                                |                      |
| ۱۹۹۲ | مجردها                          | جنت لورمور                                 |                      |
| ۱۹۹۲ | ارتش تاریکی                     | لیندا                                      |                      |
| ۱۹۹۳ | بدن، استراحت و حرکت             | Beth                                       |                      |
| ۱۹۹۳ | نقطه بی‌بازگشت                   | Maggie Hayward / Claudia Anne Doran / Nina |                      |
| ۱۹۹۳ | بودای کوچک                      | Lisa Conrad                                |                      |
| ۱۹۹۴ | ممکن است برای تو هم اتفاق بیفتد | Yvonne Biasi                               |                      |
| ۱۹۹۴ | جاده‌ای به ولویل                 | Eleanor Lightbody                          |                      |
| ۱۹۹۴ | کامیلا                          | Freda Lopez                                |                      |
| ۱۹۹۵ | جادوی خشن                       | Myra Shumway                               |                      |
| ۱۹۹۵ | بالتو                           | جنا                                        | صدا                  |
| ۱۹۹۶ | تالار شهر                       | Marybeth Cogan                             |                      |
| ۱۹۹۶ | رحمت قلب من                     | Kelly Porter                               |                      |
| ۱۹۹۷ | لمس                             | Lynn Marie Faulkner                        |                      |
| ۱۹۹۷ | آقای حسادت                      | Irene                                      |                      |
| ۱۹۹۷ | جکی براون                       | Melanie Ralston                            |                      |
| ۱۹۹۸ | تفکیک                           | Jimmy Dade                                 |                      |
| ۱۹۹۸ | پیدا کردن گریسلند               | Ashley                                     |                      |
| ۱۹۹۸ | یک نقشه ساده                    | سارا                                       |                      |
| ۱۹۹۹ | دریاچه وحشت                     | کلی اسکات                                  |                      |
| ۲۰۰۰ | جنوب بهشت، غرب جهنم             | Adalyne Dunfries                           |                      |
| ۲۰۰۱ | تحویل میلو                      | Elizabeth                                  |                      |
| ۲۰۰۱ | مانکیبون                        | Dr. Julie McElroy                          |                      |
| ۲۰۰۱ | بوسه اژدها                      | جسیکا کارمن                                |                      |
| ۲۰۰۱ | از سیر تا پیاز                  | Val Bazinni                                |                      |

| سال  | عنوان                | نقش                  | یادداشت                                         |
| ---- | -------------------- | -------------------- | ----------------------------------------------- |
| ۱۹۸۹ | یکوب عاشق            | Louise Bradshaw      | فیلم                                            |
| ۱۹۸۹ | خیابان جامپ شماره ۲۱ | Molly 'Moho' Chapman | قسمت: "Blinded by the Thousand Points of Light" |
| ۱۹۸۹ | حاشیه                | Dorite               | خلبان برای اچ‌بی‌او                               |
| ۱۹۹۷ | در گلومینگ           | Anne                 | فیلم                                            |
| ۲۰۰۱ | دید در شب            | Mary                 | اپیزود: "The Occupant"                          |
| ۲۰۰۱ | بدون بچع معمولی      | Linda Sanclair       | فیلم                                            |
| ۲۰۰۲ | نمایش کریس آیزاک     | Stephanie Furst      | ۴ اپیزود                                        |
| ۲۰۰۲ | ملکه برفی            | ملکه برفی            | تله‌فیلم                                         |